# Campeonato Sergipano 1918
In 1918 werd het eerste Campeonato Sergipano gespeeld voor voetbalclubs uit de Braziliaanse staat Sergipe. De competitie werd georganiseerd door de FSF en werd gespeeld van 21 juli tot 22 september. Cotinguiba werd kampioen. 

## Eindstand
| Plaats | Club         | Wed. | W | G | V | Saldo | Ptn. |
| ------ | ------------ | ---- | - | - | - | ----- | ---- |
| 1.     | Cotinguiba   | 5    | 4 | 0 | 1 | 17:4  | 8    |
| 2.     | Sergipe      | 5    | 2 | 1 | 2 | 5:5   | 5    |
| 3.     | Industrial   | 5    | 2 | 1 | 2 | 6:10  | 5    |
| 4.     | 41° Batalhão | 3    | 0 | 0 | 3 | 0:9   | 0    |

|  | Kampioen |

### Kampioen
| Campeonato Sergipano de 1918   |
| Sergipe                        |
| ------------------------------ |
| COTINGUIBA Kampioen (1° titel) |